# Bärenbachstal
Das Bärenbachstal ist ein ehemaliges Naturschutzgebiet in der niedersächsischen Stadt Braunlage im Landkreis Goslar.

## Allgemeines
Das ehemalige Naturschutzgebiet mit dem Kennzeichen NSG BR 064 ist rund 4 Hektar groß. Es ist vollständig Bestandteil des FFH-Gebietes „Bergwiesen und Wolfsbachtal bei Hohegeiß“. Das Gebiet stand ab dem 17. Dezember 1984 unter Naturschutz. Im November 2018 ging es im neu ausgewiesenen und etwa 238 Hektar großen Landschaftsschutzgebiet „Bergwiesen und Wolfsbachtal bei Hohegeiß“ auf. Zuständige untere Naturschutzbehörde war der Landkreis Goslar.

## Beschreibung
Das ehemalige Naturschutzgebiet liegt im Naturpark Harz südlich von Hohegeiß im Tal des Bärenbachs am Fuße des Lampertsberges. Es stellt einen kleinen Ausschnitt der Bergwiesen östlich des Hohegeißberges unter Schutz, die durch artenreiche Wiesen mit Goldhafer-, Borstgras- und Fingerkrautgesellschaften geprägt sind. In einer versumpften Senke kommen Feucht- und Nasswiesen vor. Die Wiesen im Naturschutzgebiet sind durch Baum- und Strauchhecken gegliedert.
Das ehemalige Naturschutzgebiet ist insbesondere für Insekten wie Schmetterlinge, Hummeln, Heuschrecken und Laufkäfer, aber auch für zahlreiche andere gefährdete Pflanzen- und Tierarten ein wichtiger Lebensraum.
Im Osten grenzt ein Campingplatz an das Gebiet.